# Gran Premio di superbike di Most 2021
Il Gran Premio di superbike di Most 2021 è stato la sesta prova del mondiale superbike del 2021. Nello stesso fine settimana si sono corsi la quinta prova del campionato mondiale Supersport e la quarta prova del campionato mondiale Supersport 300. Per la prima volta una prova dei campionati mondiali per motociclette derivate dalla serie si svolge presso l'Autodromo di Most. Si tratta del ritorno in territorio ceco, a distanza di tre anni dal GP di Brno del 2018.
I risultati delle gare hanno visto vincere, per quel che concerne il mondiale Superbike: Toprak Razgatlıoğlu in gara 1 ed in gara Superspole e Scott Redding in gara 2.
Le gare del mondiale Supersport sono state vinte da: Steven Odendaal in gara 1  e Dominique Aegerter in gara 2 mentre quelle del mondiale Supersport 300 sono andate a Victor Steeman in gara 1 e Jeffrey Buis in gara 2.

## Superbike gara 1

### Arrivati al traguardo
| Pos. | Nº | Pilota                | Squadra                  | Motocicletta         | Giri | Tempo     | Griglia | Punti |
| ---- | -- | --------------------- | ------------------------ | -------------------- | ---- | --------- | ------- | ----- |
| 1º   | 54 | Toprak Razgatlıoğlu   | Pata Yamaha with Brixx   | Yamaha YZF R1        | 22   | 34'14.370 | 2º      | 25    |
| 2º   | 45 | Scott Redding         | Aruba.it Racing - Ducati | Ducati Panigale V4 R | 22   | +0.040    | 3º      | 20    |
| 3º   | 55 | Andrea Locatelli      | Pata Yamaha with Brixx   | Yamaha YZF R1        | 22   | +13.838   | 6º      | 16    |
| 4º   | 21 | Michael Ruben Rinaldi | Aruba.it Racing - Ducati | Ducati Panigale V4 R | 22   | +16.650   | 8º      | 13    |
| 5º   | 47 | Axel Bassani          | Motocorsa Racing         | Ducati Panigale V4 R | 22   | +16.935   | 10º     | 11    |
| 6º   | 31 | Garrett Gerloff       | GRT Yamaha               | Yamaha YZF R1        | 22   | +17.099   | 5º      | 10    |
| 7º   | 19 | Álvaro Bautista       | Team HRC                 | Honda CBR1000 RR-R   | 22   | +22.590   | 11º     | 9     |
| 8º   | 91 | Leon Haslam           | Team HRC                 | Honda CBR1000 RR-R   | 22   | +24.728   | 7º      | 8     |
| 9º   | 66 | Tom Sykes             | BMW Motorrad             | BMW M 1000 RR        | 22   | +26.924   | 4º      | 7     |
| 10º  | 17 | Marvin Fritz          | IXS-YART Yamaha          | Yamaha YZF R1        | 22   | +39.559   | 12º     | 6     |
| 11º  | 23 | Christophe Ponsson    | Gil Motor Sport-Yamaha   | Yamaha YZF R1        | 22   | +58.991   | 20º     | 5     |
| 12º  | 32 | Isaac Viñales         | Orelac Racing VerdNatura | Kawasaki ZX-10RR     | 22   | +59.105   | 19º     | 4     |
| 13º  | 22 | Alex Lowes            | Kawasaki Racing          | Kawasaki ZX-10RR     | 22   | +1'21.929 | 9º      | 3     |
| 14º  | 3  | Kōta Nozane           | GRT Yamaha               | Yamaha YZF R1        | 21   | +1 giro   | 18º     | 2     |

### Ritirati
| Nº | Pilota               | Squadra                         | Motocicletta         | Giri | Griglia |
| -- | -------------------- | ------------------------------- | -------------------- | ---- | ------- |
| 1  | Jonathan Rea         | Kawasaki Racing                 | Kawasaki ZX-10RR     | 17   | 1º      |
| 60 | Michael van der Mark | BMW Motorrad                    | BMW M 1000 RR        | 13   | 17º     |
| 84 | Loris Cresson        | Outdo TPR Team Pedercini Racing | Kawasaki ZX-10RR     | 10   | 22º     |
| 53 | Esteve Rabat         | Barni Racing                    | Ducati Panigale V4 R | 9    | 15º     |
| 94 | Jonas Folger         | Bonovo MGM Racing               | BMW M 1000 RR        | 6    | 21º     |
| 7  | Chaz Davies          | Team GoEleven                   | Ducati Panigale V4 R | 5    | 16º     |
| 98 | Karel Hanika         | IXS-YART Yamaha                 | Yamaha YZF R1        | 3    | 13º     |
| 14 | Jayson Uribe         | Outdo TPR Team Pedercini Racing | Kawasaki ZX-10RR     | 3    | 23º     |
| 52 | Alessandro Delbianco | MIE Racing Honda Racing         | Honda CBR1000 RR-R   | 2    | 14º     |

## Superbike gara Superpole

### Arrivati al traguardo
| Pos. | Nº | Pilota                | Squadra                         | Motocicletta         | Giri | Tempo     | Griglia | Punti |
| ---- | -- | --------------------- | ------------------------------- | -------------------- | ---- | --------- | ------- | ----- |
| 1º   | 54 | Toprak Razgatlıoğlu   | Pata Yamaha with Brixx          | Yamaha YZF R1        | 10   | 15'28.861 | 2º      | 12    |
| 2º   | 45 | Scott Redding         | Aruba.it Racing - Ducati        | Ducati Panigale V4 R | 10   | +0.496    | 3º      | 9     |
| 3º   | 1  | Jonathan Rea          | Kawasaki Racing                 | Kawasaki ZX-10RR     | 10   | +1.384    | 1º      | 7     |
| 4º   | 55 | Andrea Locatelli      | Pata Yamaha with Brixx          | Yamaha YZF R1        | 10   | +5.765    | 6º      | 6     |
| 5º   | 66 | Tom Sykes             | BMW Motorrad                    | BMW M 1000 RR        | 10   | +8.694    | 4º      | 5     |
| 6º   | 31 | Garrett Gerloff       | GRT Yamaha                      | Yamaha YZF R1        | 10   | +9.306    | 5º      | 4     |
| 7º   | 22 | Alex Lowes            | Kawasaki Racing                 | Kawasaki ZX-10RR     | 10   | +10.152   | 9º      | 3     |
| 8º   | 47 | Axel Bassani          | Motocorsa Racing                | Ducati Panigale V4 R | 10   | +11.216   | 10º     | 2     |
| 9º   | 19 | Álvaro Bautista       | Team HRC                        | Honda CBR1000 RR-R   | 10   | +11.514   | 11º     | 1     |
| 10º  | 21 | Michael Ruben Rinaldi | Aruba.it Racing - Ducati        | Ducati Panigale V4 R | 10   | +12.344   | 8º      |       |
| 11º  | 60 | Michael van der Mark  | BMW Motorrad                    | BMW M 1000 RR        | 10   | +12.518   | 17º     |       |
| 12º  | 17 | Marvin Fritz          | IXS-YART Yamaha                 | Yamaha YZF R1        | 10   | +14.342   | 12º     |       |
| 13º  | 91 | Leon Haslam           | Team HRC                        | Honda CBR1000 RR-R   | 10   | +15.591   | 7º      |       |
| 14º  | 7  | Chaz Davies           | Team GoEleven                   | Ducati Panigale V4 R | 10   | +22.917   | 16º     |       |
| 15º  | 3  | Kōta Nozane           | GRT Yamaha                      | Yamaha YZF R1        | 10   | +24.924   | 18º     |       |
| 16º  | 23 | Christophe Ponsson    | Gil Motor Sport-Yamaha          | Yamaha YZF R1        | 10   | +30.155   | 20º     |       |
| 17º  | 32 | Isaac Viñales         | Orelac Racing VerdNatura        | Kawasaki ZX-10RR     | 10   | +30.249   | 19º     |       |
| 18º  | 94 | Jonas Folger          | Bonovo MGM Racing               | BMW M 1000 RR        | 10   | +30.804   | 21º     |       |
| 19º  | 84 | Loris Cresson         | Outdo TPR Team Pedercini Racing | Kawasaki ZX-10RR     | 10   | +37.768   | 22º     |       |
| 20º  | 14 | Jayson Uribe          | Outdo TPR Team Pedercini Racing | Kawasaki ZX-10RR     | 10   | +52.907   | 23º     |       |

### Ritirati
| Nº | Pilota               | Squadra                 | Motocicletta         | Giri | Griglia |
| -- | -------------------- | ----------------------- | -------------------- | ---- | ------- |
| 52 | Alessandro Delbianco | MIE Racing Honda Racing | Honda CBR1000 RR-R   | 8    | 14º     |
| 53 | Esteve Rabat         | Barni Racing            | Ducati Panigale V4 R | 8    | 15º     |
| 98 | Karel Hanika         | IXS-YART Yamaha         | Yamaha YZF R1        | 3    | 13º     |

## Superbike gara 2

### Arrivati al traguardo
| Pos. | Nº | Pilota                | Squadra                         | Motocicletta         | Giri | Tempo     | Griglia | Punti |
| ---- | -- | --------------------- | ------------------------------- | -------------------- | ---- | --------- | ------- | ----- |
| 1º   | 45 | Scott Redding         | Aruba.it Racing - Ducati        | Ducati Panigale V4 R | 22   | 34'06.298 | 2º      | 25    |
| 2º   | 54 | Toprak Razgatlıoğlu   | Pata Yamaha with Brixx          | Yamaha YZF R1        | 22   | +3.587    | 1º      | 20    |
| 3º   | 1  | Jonathan Rea          | Kawasaki Racing                 | Kawasaki ZX-10RR     | 22   | +12.460   | 3º      | 16    |
| 4º   | 55 | Andrea Locatelli      | Pata Yamaha with Brixx          | Yamaha YZF R1        | 22   | +15.206   | 4º      | 13    |
| 5º   | 21 | Michael Ruben Rinaldi | Aruba.it Racing - Ducati        | Ducati Panigale V4 R | 22   | +19.479   | 11º     | 11    |
| 6º   | 22 | Alex Lowes            | Kawasaki Racing                 | Kawasaki ZX-10RR     | 22   | +19.901   | 7º      | 10    |
| 7º   | 60 | Michael van der Mark  | BMW Motorrad                    | BMW M 1000 RR        | 22   | +20.034   | 17º     | 9     |
| 8º   | 31 | Garrett Gerloff       | GRT Yamaha                      | Yamaha YZF R1        | 22   | +20.250   | 6º      | 8     |
| 9º   | 66 | Tom Sykes             | BMW Motorrad                    | BMW M 1000 RR        | 22   | +24.043   | 5º      | 7     |
| 10º  | 19 | Álvaro Bautista       | Team HRC                        | Honda CBR1000 RR-R   | 22   | +25.257   | 9º      | 6     |
| 11º  | 91 | Leon Haslam           | Team HRC                        | Honda CBR1000 RR-R   | 22   | +29.203   | 10º     | 5     |
| 12º  | 7  | Chaz Davies           | Team GoEleven                   | Ducati Panigale V4 R | 22   | +38.396   | 16º     | 4     |
| 13º  | 53 | Esteve Rabat          | Barni Racing                    | Ducati Panigale V4 R | 22   | +41.674   | 15º     | 3     |
| 14º  | 3  | Kōta Nozane           | GRT Yamaha                      | Yamaha YZF R1        | 22   | +45.843   | 18º     | 2     |
| 15º  | 23 | Christophe Ponsson    | Gil Motor Sport-Yamaha          | Yamaha YZF R1        | 22   | +54.144   | 20º     | 1     |
| 16º  | 94 | Jonas Folger          | Bonovo MGM Racing               | BMW M 1000 RR        | 22   | +54.354   | 21º     |       |
| 17º  | 32 | Isaac Viñales         | Orelac Racing VerdNatura        | Kawasaki ZX-10RR     | 22   | +1'05.085 | 19º     |       |
| 18º  | 98 | Karel Hanika          | IXS-YART Yamaha                 | Yamaha YZF R1        | 22   | +1'08.662 | 13º     |       |
| 19º  | 17 | Marvin Fritz          | IXS-YART Yamaha                 | Yamaha YZF R1        | 22   | +1'12.286 | 12º     |       |
| 20º  | 84 | Loris Cresson         | Outdo TPR Team Pedercini Racing | Kawasaki ZX-10RR     | 22   | +1'12.374 | 22º     |       |
| 21º  | 14 | Jayson Uribe          | Outdo TPR Team Pedercini Racing | Kawasaki ZX-10RR     | 21   | +1 giro   | 23º     |       |

### Ritirati
| Nº | Pilota               | Squadra                 | Motocicletta         | Giri | Griglia |
| -- | -------------------- | ----------------------- | -------------------- | ---- | ------- |
| 47 | Axel Bassani         | Motocorsa Racing        | Ducati Panigale V4 R | 0    | 8º      |
| 52 | Alessandro Delbianco | MIE Racing Honda Racing | Honda CBR1000 RR-R   | 0    | 14º     |

## Supersport gara 1

### Arrivati al traguardo
| Pos. | Nº | Pilota                | Squadra                            | Motocicletta     | Giri | Tempo     | Griglia | Punti |
| ---- | -- | --------------------- | ---------------------------------- | ---------------- | ---- | --------- | ------- | ----- |
| 1º   | 4  | Steven Odendaal       | Evan Bros. Yamaha                  | Yamaha YZF R6    | 12   | 20'19.624 | 7º      | 25    |
| 2º   | 81 | Manuel González       | Yamaha ParkinGo                    | Yamaha YZF R6    | 12   | +0.369    | 1º      | 20    |
| 3º   | 5  | Philipp Öttl          | Kawasaki Puccetti Racing           | Kawasaki ZX-6R   | 12   | +0.661    | 3º      | 16    |
| 4º   | 77 | Dominique Aegerter    | Ten Kate Racing Yamaha             | Yamaha YZF R6    | 12   | +2.074    | 2º      | 13    |
| 5º   | 94 | Federico Caricasulo   | Biblion Iberica Yamaha Motoxracing | Yamaha YZF R6    | 12   | +5.649    | 12º     | 11    |
| 6º   | 29 | Luca Bernardi         | CM Racing                          | Yamaha YZF R6    | 12   | +5.893    | 5º      | 10    |
| 7º   | 16 | Jules Cluzel          | GMT94 Yamaha                       | Yamaha YZF R6    | 12   | +6.188    | 4º      | 9     |
| 8º   | 61 | Can Öncü              | Kawasaki Puccetti Racing           | Kawasaki ZX-6R   | 12   | +6.507    | 9º      | 8     |
| 9º   | 66 | Niki Tuuli            | MV Agusta Corse Clienti            | MV Agusta F3 675 | 12   |           | 8º      | 7     |
| 10º  | 56 | Péter Sebestyén       | Evan Bros. Yamaha                  | Yamaha YZF R6    | 12   |           | 15º     | 6     |
| 11º  | 21 | Randy Krummenacher    | EAB Racing                         | Yamaha YZF R6    | 12   |           | 18º     | 5     |
| 12º  | 3  | Raffaele De Rosa      | Orelac Racing VerdNatura           | Kawasaki ZX-6R   | 12   |           | 14º     | 4     |
| 13º  | 34 | Kevin Manfredi        | Altogo Racing                      | Yamaha YZF R6    | 12   |           | 16º     | 3     |
| 14º  | 55 | Galang Hendra Pratama | Ten Kate Racing Yamaha             | Yamaha YZF R6    | 12   |           | 23º     | 2     |
| 15º  | 22 | Federico Fuligni      | VFT Racing                         | Yamaha YZF R6    | 12   |           | 19º     | 1     |
| 16º  | 95 | Vertti Takala         | Kallio Racing                      | Yamaha YZF R6    | 12   |           | 24º     |       |
| 17º  | 26 | Martin Vugrinec       | Ferquest - Unior Racing            | Yamaha YZF R6    | 12   |           | 20º     |       |
| 18º  | 43 | Luca Grünwald         | HRP Suzuki                         | Suzuki GSX-R600  | 12   |           | 27º     |       |
| 19º  | 52 | Patrick Hobelsberger  | GMT94 Yamaha                       | Yamaha YZF R6    | 12   |           | 10º     |       |
| 20º  | 50 | Ondrej Vostatek       | Compos Racing Team By YART         | Yamaha YZF R6    | 12   |           | 21º     |       |
| 21º  | 2  | Luigi Montella        | Chiodo Moto Racing                 | Yamaha YZF R6    | 12   |           | 29º     |       |
| 22º  | 84 | Michel Fabrizio       | G.A.P. Motozoo Racing by Puccetti  | Kawasaki ZX-6R   | 12   |           | 26º     |       |
| 23º  | 42 | Stéphane Frossard     | Moto Team Jura Vitesse             | Yamaha YZF R6    | 12   |           | 30º     |       |
| 24º  | 11 | Luca Ottaviani        | G.A.P. Motozoo Racing by Puccetti  | Kawasaki ZX-6R   | 12   |           | 28º     |       |
| 25º  | 25 | Marcel Brenner        | VFT Racing                         | Yamaha YZF R6    | 12   |           | 17º     |       |
| 26º  | 19 | Paweł Szkopek         | Yamaha MS Racing                   | Yamaha YZF R6    | 12   |           | 31º     |       |
| 27º  | 32 | Sheridan Morais       | Wojcik Racing                      | Yamaha YZF R6    | 12   |           | 22º     |       |
| 28º  | 69 | Eduardo Montero       | DK Motorsport                      | Yamaha YZF R6    | 12   |           | 34º     |       |
| 29º  | 51 | Max Enderlein         | Kallio Racing                      | Yamaha YZF R6    | 11   | +1 giro   | 11º     |       |
| 30º  | 10 | Jiri Mrkyvka          | Maco Racing                        | Yamaha YZF R6    | 11   | +1 giro   | 33º     |       |

### Non classificato
| Nº | Pilota           | Squadra                  | Motocicletta   | Giri | Griglia |
| -- | ---------------- | ------------------------ | -------------- | ---- | ------- |
| 24 | Leonardo Taccini | Orelac Racing VerdNatura | Kawasaki ZX-6R | 7    | 32º     |

### Ritirati
| Nº | Pilota          | Squadra          | Motocicletta  | Giri | Griglia |
| -- | --------------- | ---------------- | ------------- | ---- | ------- |
| 70 | Marc Alcoba     | Yamaha MS Racing | Yamaha YZF R6 | 7    | 13º     |
| 53 | Valentin Debise | GMT94 Yamaha     | Yamaha YZF R6 | 0    | 6º      |
| 99 | Daniel Webb     | WRP Wepol Racing | Yamaha YZF R6 | 0    | 25º     |

## Supersport gara 2

### Arrivati al traguardo
| Pos. | Nº | Pilota              | Squadra                            | Motocicletta     | Giri | Tempo     | Griglia | Punti |
| ---- | -- | ------------------- | ---------------------------------- | ---------------- | ---- | --------- | ------- | ----- |
| 1º   | 77 | Dominique Aegerter  | Ten Kate Racing Yamaha             | Yamaha YZF R6    | 19   | 30'31.673 | 2º      | 25    |
| 2º   | 4  | Steven Odendaal     | Evan Bros. Yamaha                  | Yamaha YZF R6    | 19   | +1.064    | 7º      | 20    |
| 3º   | 81 | Manuel González     | Yamaha ParkinGo                    | Yamaha YZF R6    | 19   | +1.166    | 1º      | 16    |
| 4º   | 5  | Philipp Öttl        | Kawasaki Puccetti Racing           | Kawasaki ZX-6R   | 19   | +7.303    | 3º      | 13    |
| 5º   | 29 | Luca Bernardi       | CM Racing                          | Yamaha YZF R6    | 19   | +8.528    | 5º      | 11    |
| 6º   | 94 | Federico Caricasulo | Biblion Iberica Yamaha Motoxracing | Yamaha YZF R6    | 19   | +8.536    | 11º     | 10    |
| 7º   | 53 | Valentin Debise     | GMT94 Yamaha                       | Yamaha YZF R6    | 19   | +8.646    | 6º      | 9     |
| 8º   | 66 | Niki Tuuli          | MV Agusta Corse Clienti            | MV Agusta F3 675 | 19   | +9.513    | 8º      | 8     |
| 9º   | 61 | Can Öncü            | Kawasaki Puccetti Racing           | Kawasaki ZX-6R   | 19   | +12.084   | 9º      | 7     |
| 10º  | 3  | Raffaele De Rosa    | Orelac Racing VerdNatura           | Kawasaki ZX-6R   | 19   | +12.841   | 12º     | 6     |
| 11º  | 51 | Max Enderlein       | Kallio Racing                      | Yamaha YZF R6    | 19   | +28.337   | 10º     | 5     |
| 12º  | 25 | Marcel Brenner      | VFT Racing                         | Yamaha YZF R6    | 19   | +30.592   | 15º     | 4     |
| 13º  | 43 | Luca Grünwald       | HRP Suzuki                         | Suzuki GSX-R600  | 19   | +39.474   | 24º     | 3     |
| 14º  | 50 | Ondrej Vostatek     | Compos Racing Team By YART         | Yamaha YZF R6    | 19   | +39.536   | 19º     | 2     |
| 15º  | 32 | Sheridan Morais     | Wojcik Racing                      | Yamaha YZF R6    | 19   | +39.555   | 20º     | 1     |
| 16º  | 42 | Stéphane Frossard   | Moto Team Jura Vitesse             | Yamaha YZF R6    | 19   | +41.082   | 27º     |       |
| 17º  | 22 | Federico Fuligni    | VFT Racing                         | Yamaha YZF R6    | 19   | +42.795   | 17º     |       |
| 18º  | 56 | Péter Sebestyén     | Evan Bros. Yamaha                  | Yamaha YZF R6    | 19   | +44.894   | 13º     |       |
| 19º  | 11 | Luca Ottaviani      | G.A.P. Motozoo Racing by Puccetti  | Kawasaki ZX-6R   | 19   | +50.012   | 25º     |       |
| 20º  | 99 | Daniel Webb         | WRP Wepol Racing                   | Yamaha YZF R6    | 19   | +55.157   | 22º     |       |
| 21º  | 69 | Eduardo Montero     | DK Motorsport                      | Yamaha YZF R6    | 19   | +1'32.618 | 31º     |       |
| 22º  | 19 | Paweł Szkopek       | Yamaha MS Racing                   | Yamaha YZF R6    | 15   | +4 giri   | 28º     |       |

### Ritirati
| Nº | Pilota             | Squadra                           | Motocicletta   | Giri | Griglia |
| -- | ------------------ | --------------------------------- | -------------- | ---- | ------- |
| 26 | Martin Vugrinec    | Ferquest - Unior Racing           | Yamaha YZF R6  | 16   | 18º     |
| 10 | Jiri Mrkyvka       | Maco Racing                       | Yamaha YZF R6  | 11   | 30º     |
| 21 | Randy Krummenacher | EAB Racing                        | Yamaha YZF R6  | 10   | 16º     |
| 84 | Michel Fabrizio    | G.A.P. Motozoo Racing by Puccetti | Kawasaki ZX-6R | 8    | 23º     |
| 2  | Luigi Montella     | Chiodo Moto Racing                | Yamaha YZF R6  | 2    | 26º     |
| 16 | Jules Cluzel       | GMT94 Yamaha                      | Yamaha YZF R6  | 1    | 4º      |
| 34 | Kevin Manfredi     | Altogo Racing                     | Yamaha YZF R6  | 1    | 14º     |
| 24 | Leonardo Taccini   | Orelac Racing VerdNatura          | Kawasaki ZX-6R | 0    | 29º     |
| 95 | Vertti Takala      | Kallio Racing                     | Yamaha YZF R6  | 0    | 21º     |

## Supersport 300 gara 1

### Arrivati al traguardo
| Pos. | Nº | Pilota              | Squadra                                  | Motocicletta       | Giri | Tempo     | Griglia | Punti |
| ---- | -- | ------------------- | ---------------------------------------- | ------------------ | ---- | --------- | ------- | ----- |
| 1º   | 72 | Victor Steeman      | Freudenberg KTM                          | KTM RC 390 R       | 14   | 25'12.026 | 1º      | 25    |
| 2º   | 2  | Alejandro Carrión   | Kawasaki GP Project                      | Kawasaki Ninja 400 | 14   | +5.340    | 5º      | 20    |
| 3º   | 52 | Oliver König        | Movisio by MIE                           | Kawasaki Ninja 400 | 14   | +5.345    | 2º      | 16    |
| 4º   | 46 | Samuel Di Sora      | Leader Team Flembbo                      | Kawasaki Ninja 400 | 14   | +5.350    | 14º     | 13    |
| 5º   | 54 | Bahattin Sofuoğlu   | Biblion Yamaha Motoxracing               | Yamaha YZF-R3      | 14   | +5.359    | 9º      | 11    |
| 6º   | 99 | Adrián Huertas      | MTM Kawasaki                             | Kawasaki Ninja 400 | 14   | +5.712    | 3º      | 10    |
| 7º   | 1  | Jeffrey Buis        | MTM Kawasaki                             | Kawasaki Ninja 400 | 14   | +6.216    | 7º      | 9     |
| 8º   | 69 | Tom Booth-Amos      | Fusport - Rt Motorsports by SKM Kawasaki | Kawasaki Ninja 400 | 14   | +6.796    | 6º      | 8     |
| 9º   | 64 | Hugo De Cancellis   | Prodina Team                             | Kawasaki Ninja 400 | 14   | +8.167    | 11º     | 7     |
| 10º  | 26 | Mirko Gennai        | Brcorse                                  | Yamaha YZF-R3      | 14   | +8.227    | 12º     | 6     |
| 11º  | 61 | Yuta Okaya          | MTM Kawasaki                             | Kawasaki Ninja 400 | 14   | +8.250    | 16º     | 5     |
| 12º  | 73 | José Pérez González | Accolade Smrz Racing                     | Kawasaki Ninja 400 | 14   | +8.420    | 8º      | 4     |
| 13º  | 77 | Ruben Bijman        | Machado Came                             | Yamaha YZF-R3      | 14   | +8.425    | 4º      | 3     |
| 14º  | 17 | Koen Meuffels       | MTM Kawasaki                             | Kawasaki Ninja 400 | 14   | +8.565    | 28º     | 2     |
| 15º  | 44 | Christian Stange    | 2R Racing                                | Kawasaki Ninja 400 | 14   | +18.903   | 21º     | 1     |
| 16º  | 53 | Petr Svoboda        | WRP Wepol Racing                         | Yamaha YZF-R3      | 14   | +18.904   | 19º     |       |
| 17º  | 48 | Thomas Brianti      | Prodina Team                             | Kawasaki Ninja 400 | 14   | +18.913   | 15º     |       |
| 18º  | 83 | Meikon Kawakami     | AD78 Team Brasil by MS Racing            | Yamaha YZF-R3      | 14   | +19.600   | 10º     |       |
| 19º  | 20 | Dorren Loureiro     | Fusport - Rt Motorsports by SKM Kawasaki | Kawasaki Ninja 400 | 14   | +19.639   | 27º     |       |
| 20º  | 25 | Dean Berta          | Vinales Racing                           | Yamaha YZF-R3      | 14   | +19.733   | 26º     |       |
| 21º  | 80 | Gabriele Mastroluca | ProGP Racing                             | Yamaha YZF-R3      | 14   | +20.080   | 18º     |       |
| 22º  | 43 | Harry Khouri        | Fusport - Rt Motorsports by SKM Kawasaki | Kawasaki Ninja 400 | 14   | +24.895   | 29º     |       |
| 23º  | 7  | Johan Gimbert       | Outdo TPR Team Pedercini Racing          | Kawasaki Ninja 400 | 14   | +24.937   | 38º     |       |
| 24º  | 11 | Ana Carrasco        | Kawasaki Provec                          | Kawasaki Ninja 400 | 14   | +24.964   | 37º     |       |
| 25º  | 23 | Sylvain Markarian   | Leader Team Flembbo                      | Kawasaki Ninja 400 | 14   | +25.070   | 35º     |       |
| 26º  | 59 | Alessandro Zanca    | Kawasaki GP Project                      | Kawasaki Ninja 400 | 14   | +25.125   | 32º     |       |
| 27º  | 85 | Kevin Sabatucci     | Vinales Racing                           | Yamaha YZF-R3      | 14   | +25.323   | 22º     |       |
| 28º  | 15 | Alfonso Coppola     | Team Trasimeno                           | Yamaha YZF-R3      | 14   | +25.382   | 33º     |       |
| 29º  | 58 | Iñigo Iglesias      | SMW Racing                               | Kawasaki Ninja 400 | 14   | +25.493   | 25º     |       |
| 30º  | 97 | Filippo Palazzi     | ProGP Racing                             | Yamaha YZF-R3      | 14   | +25.742   | 39º     |       |
| 31º  | 93 | Marco Gaggi         | Biblion Yamaha Motoxracing               | Yamaha YZF-R3      | 14   | +31.376   | 30º     |       |
| 32º  | 12 | Filip Feigl         | Genius Racing                            | Kawasaki Ninja 400 | 14   | +38.504   | 34º     |       |
| 33º  | 55 | Antonio Frappola    | Chiodo Moto Racing                       | Kawasaki Ninja 400 | 14   | +38.702   | 36º     |       |
| 34º  | 65 | Máté Számadó        | Kawasaki GP Project                      | Kawasaki Ninja 400 | 14   | +47.308   | 17º     |       |
| 35º  | 14 | James McManus       | Team#109 Kawasaki                        | Kawasaki Ninja 400 | 14   | +1'09.773 | 42º     |       |
| 36º  | 30 | Niccolò Lisci       | Machado Came                             | Yamaha YZF-R3      | 14   | +1'09.806 | 44º     |       |
| 37º  | 70 | Miguel Duarte       | Yamaha MS Racing                         | Yamaha YZF-R3      | 14   | +1'22.718 | 43º     |       |
| 38º  | 19 | Víctor Rodríguez    | Accolade Smrz Racing                     | Kawasaki Ninja 400 | 11   | +3 giri   | 20º     |       |

### Ritirati
| Nº | Pilota                 | Squadra                       | Motocicletta       | Giri | Griglia |
| -- | ---------------------- | ----------------------------- | ------------------ | ---- | ------- |
| 10 | Unai Orradre           | Yamaha MS Racing              | Yamaha YZF-R3      | 8    | 13º     |
| 22 | Joel Romero            | SMW Racing                    | Kawasaki Ninja 400 | 7    | 41º     |
| 33 | Oscar Nunez Roldan     | SMW Racing                    | Kawasaki Ninja 400 | 6    | 31º     |
| 47 | Matyás Cervenka        | AC Racing                     | Kawasaki Ninja 400 | 3    | 40º     |
| 87 | Eliton Gohara Kawakami | AD78 Team Brasil by MS Racing | Yamaha YZF-R3      | 0    | 24º     |
| 21 | Vicente Pérez          | Machado Came                  | Yamaha YZF-R3      | 0    | 23º     |

## Supersport 300 gara 2

### Arrivati al traguardo
| Pos. | Nº | Pilota                 | Squadra                                  | Motocicletta       | Giri | Tempo     | Griglia | Punti |
| ---- | -- | ---------------------- | ---------------------------------------- | ------------------ | ---- | --------- | ------- | ----- |
| 1º   | 1  | Jeffrey Buis           | MTM Kawasaki                             | Kawasaki Ninja 400 | 14   | 25'16.306 | 7º      | 25    |
| 2º   | 69 | Tom Booth-Amos         | Fusport - Rt Motorsports by SKM Kawasaki | Kawasaki Ninja 400 | 14   | +0.008    | 6º      | 20    |
| 3º   | 2  | Alejandro Carrión      | Kawasaki GP Project                      | Kawasaki Ninja 400 | 14   | +0.032    | 5º      | 16    |
| 4º   | 72 | Victor Steeman         | Freudenberg KTM                          | KTM RC 390 R       | 14   | +0.130    | 1º      | 13    |
| 5º   | 99 | Adrián Huertas         | MTM Kawasaki                             | Kawasaki Ninja 400 | 14   | +1.183    | 3º      | 11    |
| 6º   | 52 | Oliver König           | Movisio by MIE                           | Kawasaki Ninja 400 | 14   | +1.212    | 2º      | 10    |
| 7º   | 26 | Mirko Gennai           | Brcorse                                  | Yamaha YZF-R3      | 14   | +8.149    | 12º     | 9     |
| 8º   | 17 | Koen Meuffels          | MTM Kawasaki                             | Kawasaki Ninja 400 | 14   | +8.163    | 28º     | 8     |
| 9º   | 19 | Víctor Rodríguez       | Accolade Smrz Racing                     | Kawasaki Ninja 400 | 14   | +8.290    | 20º     | 7     |
| 10º  | 64 | Hugo De Cancellis      | Prodina Team                             | Kawasaki Ninja 400 | 14   | +8.353    | 11º     | 6     |
| 11º  | 80 | Gabriele Mastroluca    | ProGP Racing                             | Yamaha YZF-R3      | 14   | +8.451    | 18º     | 5     |
| 12º  | 53 | Petr Svoboda           | WRP Wepol Racing                         | Yamaha YZF-R3      | 14   | +16.804   | 19º     | 4     |
| 13º  | 33 | Oscar Nunez Roldan     | SMW Racing                               | Kawasaki Ninja 400 | 14   | +17.155   | 31º     | 3     |
| 14º  | 87 | Eliton Gohara Kawakami | AD78 Team Brasil by MS Racing            | Yamaha YZF-R3      | 14   | +17.238   | 24º     | 2     |
| 15º  | 43 | Harry Khouri           | Fusport - Rt Motorsports by SKM Kawasaki | Kawasaki Ninja 400 | 14   | +17.356   | 29º     | 1     |
| 16º  | 25 | Dean Berta             | Vinales Racing                           | Yamaha YZF-R3      | 14   | +17.402   | 26º     |       |
| 17º  | 20 | Dorren Loureiro        | Fusport - Rt Motorsports by SKM Kawasaki | Kawasaki Ninja 400 | 14   | +18.030   | 27º     |       |
| 18º  | 59 | Alessandro Zanca       | Kawasaki GP Project                      | Kawasaki Ninja 400 | 14   | +20.740   | 32º     |       |
| 19º  | 58 | Iñigo Iglesias         | SMW Racing                               | Kawasaki Ninja 400 | 14   | +20.776   | 25º     |       |
| 20º  | 12 | Filip Feigl            | Genius Racing                            | Kawasaki Ninja 400 | 14   | +21.485   | 34º     |       |
| 21º  | 11 | Ana Carrasco           | Kawasaki Provec                          | Kawasaki Ninja 400 | 14   | +21.697   | 37º     |       |
| 22º  | 7  | Johan Gimbert          | Outdo TPR Team Pedercini Racing          | Kawasaki Ninja 400 | 14   | +23.165   | 38º     |       |
| 23º  | 97 | Filippo Palazzi        | ProGP Racing                             | Yamaha YZF-R3      | 14   | +24.606   | 39º     |       |
| 24º  | 93 | Marco Gaggi            | Biblion Yamaha Motoxracing               | Yamaha YZF-R3      | 14   | +26.764   | 30º     |       |
| 25º  | 15 | Alfonso Coppola        | Team Trasimeno                           | Yamaha YZF-R3      | 14   | +26.814   | 33º     |       |
| 26º  | 55 | Antonio Frappola       | Chiodo Moto Racing                       | Kawasaki Ninja 400 | 14   | +26.914   | 36º     |       |
| 27º  | 48 | Thomas Brianti         | Prodina Team                             | Kawasaki Ninja 400 | 14   | +26.965   | 15º     |       |
| 28º  | 23 | Sylvain Markarian      | Leader Team Flembbo                      | Kawasaki Ninja 400 | 14   | +50.402   | 35º     |       |
| 29º  | 30 | Niccolò Lisci          | Machado Came                             | Yamaha YZF-R3      | 14   | +58.666   | 44º     |       |
| 30º  | 14 | James McManus          | Team#109 Kawasaki                        | Kawasaki Ninja 400 | 14   | +1'04.202 | 42º     |       |
| 31º  | 22 | Joel Romero            | SMW Racing                               | Kawasaki Ninja 400 | 14   | +1'04.252 | 41º     |       |
| 32º  | 65 | Máté Számadó           | Kawasaki GP Project                      | Kawasaki Ninja 400 | 11   | +3 giri   | 17º     |       |

### Ritirati
| Nº | Pilota              | Squadra                       | Motocicletta       | Giri | Griglia |
| -- | ------------------- | ----------------------------- | ------------------ | ---- | ------- |
| 61 | Yuta Okaya          | MTM Kawasaki                  | Kawasaki Ninja 400 | 13   | 16º     |
| 10 | Unai Orradre        | Yamaha MS Racing              | Yamaha YZF-R3      | 13   | 13º     |
| 54 | Bahattin Sofuoğlu   | Biblion Yamaha Motoxracing    | Yamaha YZF-R3      | 10   | 9º      |
| 47 | Matyás Cervenka     | AC Racing                     | Kawasaki Ninja 400 | 10   | 40º     |
| 46 | Samuel Di Sora      | Leader Team Flembbo           | Kawasaki Ninja 400 | 6    | 14º     |
| 85 | Kevin Sabatucci     | Vinales Racing                | Yamaha YZF-R3      | 6    | 22º     |
| 70 | Miguel Duarte       | Yamaha MS Racing              | Yamaha YZF-R3      | 6    | 43º     |
| 21 | Vicente Pérez       | Machado Came                  | Yamaha YZF-R3      | 5    | 23º     |
| 77 | Ruben Bijman        | Machado Came                  | Yamaha YZF-R3      | 3    | 4º      |
| 44 | Christian Stange    | 2R Racing                     | Kawasaki Ninja 400 | 1    | 21º     |
| 73 | José Pérez González | Accolade Smrz Racing          | Kawasaki Ninja 400 | 1    | 8º      |
| 83 | Meikon Kawakami     | AD78 Team Brasil by MS Racing | Yamaha YZF-R3      | 0    | 10º     |